# پروسنا (استان لهستان بزرگ‌تر)
پروسنا (به لهستانی:  Prosna) یک روستا در لهستان است که در گمینا بوزنگ واقع شده‌است.